# 제네바 대학교
제네바 대학교(프랑스어: Université de Genève 위니베르시테 드 주네브[*])는 스위스의 공립대학교이다. 제네바에 위치해 있고, 불어를 사용한다. 1559년 종교개혁자 장 칼뱅이 신학, 법학, 인문 교육 기관으로 창설한 뒤 1873년에 종합대학교가 되었다.

## 개요
제네바 대학교는 장 칼뱅이 1559년에 신학교와 법학교로서 설립하였다. 1581년부터 세속 학과 교육을 위한 발전이 시작되었으며, 시정부는 세 명의 교육 행정관을 임명하였다. 계몽시대에 학과목들의 확대가 이루어지다가 1873년 제네바 급진파 의원인 앙투안 카르트레(Antoine Carteret)의 주도로 의학부가 창설됨과 동시에 대학교(université)의 명칭을 갖게 되었다. 의학부는 1876년 문을 열었다. 이외에도 카르트레는 제네바에 공립 무상의무교육제도를 도입하기도 하였다. 오늘날, 제네바 대학교는 스위스에서 두 번째로 큰 대학교이다. 다양한 분야의 프로그램이 있는데, 특히 국제 기구가 많은 제네바의 특성을 반영한 국제 관계나 법률, 과학적인 연구 성과로 유명한 행성과학, 유전학, 신학 등과 관련한 프로그램으로 유명하다. 사용 언어는 주로 불어이다. 교육, 연구, 사회봉사 등 세 가지 목표를 추구한다. 제네바 대학교는 유럽 연구 대학 연맹의 멤버이다. 2009년 450번째 기념일을 폭넓은 공개 행사와 함께 기념하였다.
졸업생 또는 교수로 노벨상을 수상한 대표적인 인물은 1957년 노벨 생리학·의학상 수상자 다니엘 보베(Daniel Bovet), 1978년 노벨 생리학·의학상 수상자 베르너 아르버(Werner Arber), 1992년 노벨 생리학·의학상 수상자 에드먼드 피셔(Edmond H. Fischer) 등이다.

## 제네바 아카데미

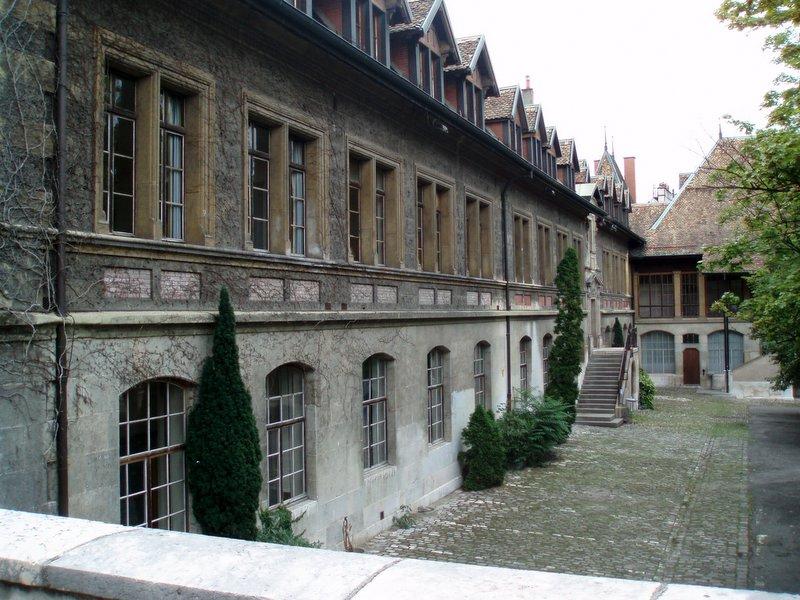
스위스 제네바 대학

제네바 아카데미는 제네바 대학의 전신이다. 제네바 아카데미는 1559년 6월 5일 칼뱅을 의장으로 하여 생 피에르 교회(St. Pierre Cathedral)에서 열린 집회를 통해 개교했다. 이미 칼뱅이 스트라스부르에서 돌아온 직후인 1541년에 학교를 세울 계획을 갖고 있었지만 여러 가지 이유로 1555년에 제네바에서의 정치적 상황들이 변할 때까지 이 계획은 실현되지 못했다. 대학설립을 위해 먼저 새로운 건물이 필요했다. 1558년 초 부르드푸(Bourg-de-Four) 병원 근처에 적당한 장소를 물색했다. 하지만 건축을 할 수 있는 정부의 재정이 전혀 없었기 때문에 칼뱅은 상당한 액수의 기부금을 모금하는 일을 관장했다.
칼뱅과 다른 목사들은 교육 계획안을 만들었고 승인을 받기 위해 시의회에 제출했다. 새로운 대학에서 기존에 있던 라 리브 학교는 7학급의 사립초등학교가 되었다. 처음 두 학급에서는 아이들이 불어와 라틴어 쓰기 읽기를 배웠다. 그리고 다음 학급에서는 라틴어와 그리스 작가들을 집중적으로 공부했다. 독해 영역과 자신의 생각을 분명하게 말로 표현하는 영역을 특별히 강조하였다. 수요일에는 수업이 없었다. 아침에 학생들은 교회에 갔으며, 오후에는 휴식 시간을 가졌다. 토요일에는 학습했던 내용을 복습했으며, 다가오는 주일을 위해 교리문답을 공부했다. 학습을 시작하는 날이 되면 교리문답에 있는 기도로 (특히 학교를 위해) 시작했다. 기도와 시편 찬송은 학습 시간표에 고정적으로 들어 있었다. 학생들은 또한 주기도문 암송과 사도신경, 그리고 십계명을 배웠다. 교사들은 목사들과 교수들에 지명되었으며, 시의회의 승인을 받아야 했다.
사립초등학교에 출석하던 학생들은 시립중등학교(schola publica, académie)에서 공부를 계속할 수 있었는데, 이 학교는 그다지 보편적이지 않은 형태의 기관이었다. 등록한 학생은 제네바 신앙고백서에 서명하고 교사들과 같은 방식으로 임명된 5명의 교수가 가르치는 27개의 강의 과정을 수강하였다. 히브리어 교수는 히브리어 주석을 이용한 구약성경 해석으로 학생들에게 히브리어를 가르쳤다. 그리스어 교수는 그리스 철학자(특별히 윤리학이 주목을 받았다)와 시인의 글을 학생들과 함께 읽었다. 인문학을 담당하던 교수들은 자연과학, 수학, 그리고 웅변술을 학생들에게 가르쳤는데, 특히 마지막 과목은 목사나 변호사를 준비시킨다는 생각을 가지고 가르쳤다. 토요일 오후에는 실제적인 신학 훈련에 중점을 두었다. 몇몇 목사들의 지도 아래 학생들은 설교를 발표하고 평가를 받았다. 이미 언급한 교수들 외에도 성경해석을 위한 두 명의 교수가 있었다. 대학 초창기에는 칼뱅과 베자가 이 자리를 채웠다. 교수들은 금요일에 있던 목사회에도 참석했다. 포도 수확 철에는 3주간 방학했다.
1559년 6월 5일 생 피에르 교회에서 이 도시의 비서관 미셸 로제(Michel Roset)가 대학의 규정들을 크게 낭독하고 교사들이 그 법률과 신앙고백서에 동의하기로 맹세한 뒤 목사들이 시의회에서 대학 학장으로 추대한 베자가 개막 연설을 했다. 대학이 자리 잡은 건물은 1564년에 가서야 완공되었다. 이 때에는 약 1,500명의 학생들이 있었으며 그들 대부분은 외국에서 온 학생들이었다. 이들은 신학이나 법률 중 한 과목을 공부할 수 있었다.